# Pizzo Biela
Pizzo Biela (niem. Wandfluhhorn) – szczyt w Alpach Lepontyńskich, części Alp Zachodnich. Leży na granicy między Szwajcarią (kanton Ticino) a Włochami (region Piemont). Należy do podgrupy Alpy Ticino i Verbano.